# Paykullia
Paykullia is een geslacht van insecten uit de familie van de afvalvliegen (Heleomyzidae), die tot de orde tweevleugeligen (Diptera) behoort.

## Soorten
- P. braueri (Strobl, 1895)
- P. brevicornis (Zetterstedt, 1844)
- P. insularis (Villeneuve, 1911)
- P. maculata (Fallen, 1815)
- P. nubilipennis (Loew, 1847)
- P. partenopea (Rondani, 1861)